# Шаховская, Екатерина Александровна
Княжна Екатерина Александровна Шаховская (1777—1846) — русская писательница первой половины XIX века.

## Биография
О её детстве информации практически не сохранилось, да и прочие биографические сведения о ней очень скудны и отрывочны; известно лишь, что родилась она в 1777 году и приходилась двоюродной племянницей драматурга князя Александра Александровича Шаховского, который и привил ей любовь к литературе.
Шаховская помещала свои произведения преимущественно в периодических печатных изданиях. 
Её произведения: отрывок из повести «Людмила» («Молва», 1832 г., № 32), названный издателем первым опытом дарования юной сочинительницы; К М. Н. З.(агоскину), «Молва» (1832 г., № 45); «Сновидение. Фантасмагория», М., 1832 г., 12°, посвященная: «Моей отчизне».
Шаховская умерла в 1846 году.